# Rainbow High (bonecas)
Rainbow High é uma franquia de bonecas criada por Michael Scott Anderson originalmente chamada de Rainbow Surprise e lançada em 2020 pela empresa de brinquedos Americana, MGA Entertainment, como um spin-off da sua marca Poopsie Slime Surprise. A premissa da franquia é sobre uma escola secundária de elite para alunos de artes visuais que representam as cores do arco-íris.
No final de 2020, Rainbow High tornou-se independente das outras marcas da MGA tendo sido complementada com uma série de desenhos animados online, estes episódios são em animação digital e foram lançados originalmente no YouTube, sendo disponibilizados, mais tarde na Netflix e lançados em Portugal no Panda Kids. Em fevereiro de 2022, a MGA lançou o primeiro spin-off oficial da franquia, conhecido como Shadow High, para ser a escola rival da história, com as personagens representadas com cores com pouco contraste e nomeadamente em tons de preto e branco, um claro contraste com as personagens principais de Rainbow High.
 As bonecas Rainbow High lançadas em 2020, contavam com Ruby Anderson, Poppy Rowan, Sunny Madison, Jade Hunter, Skyler Bradshaw e Violet Willow, normalmente mostradas por esta ordem da esquerda para a direita, como um arco-íris.
Em 2019, a MGA lançou uma linha de quatro bonecas de 35 centímetros na marca Poopsie, com o nome de Rainbow Surprise . Embora estas bonecas tenham algumas semelhanças com as eventuais bonecas Rainbow High, estas são duma dimensão maior e têm os olhos pintados em vez de serem olhos de acrílico embutidos. Estas quatro personagens from, mais tarde, relançadas com a marca Rainbow High na nova embalagem. Rainbow Surprise também incluiu uma série de figuras com o nome Fantasy Friends em blind-boxes que também foram incorporadas na marca Rainbow High .
As primeiras bonecas Rainbow High de 28 centimetros, foram lançadas em 2020, constituinda de seis personagens, a Ruby Anderson, a Poppy Rowan, a Sunny Madison, a Jade Hunter, a Skyler Bradshaw e a Violet Willow. Cada uma destas bonecas originais incluía dois conjuntos de roupa. cabides e um suporte para a boneca, enquanto que as próprias bonecas tinham olhos embutidos e treze pontos de articulação.

## Websérie
Uma websérie de desenhos animados por computador foi anunciada pouco depois do lançamento da primeira linha de bonecas. A série, produzida pelo estúdio de animação Australiano Pixel Zoo  tem o apoio financeiro da iniciativa Screen Queensland, sendo o primeiro episódio lançado em 2 de outubro de 2020 no Youtube e com novos episódios a serem lançados a cada quinze dias. A série principal ia sendo complementada com spin-offs a cada duas semanas, entre os episódios principais; notando as atividades e aventuras do liceu Rainbow High pelos olhos de Violet Willow com a sua série fictícia, " The Vi Life " (pronuncia-se " vie life "), e pelos olhos de Karma Nichols com seu a sua série, também fictícia, " Content with Karma " com o último episódio em 16 Abril de 2021, estes spin-offs não foram lançados, nem traduzidos pelo canal Panda Kids.
A série de desenhos animados concluiu a primeira temporada em 11 de junho de 2021 tendo a segunda temporada estreado a 16 de julho de 2021 e concluído em 28 de janeiro de 2022 sendo seguida da terceira temporada lançada dois meses depois em 25 de março e servindo como a introdução da escola rival, "Shadow High" sendo concluída em 23 de novembro do mesmo ano.

## Recebimento
Após o seu lançamento em 2020, a marca de bonecas apareceu, nos Estados Unidos e Canada, em várias listas de brinquedos mais desejados do ano, incluindo a da Toys "R" Us Canada e na do The Toy Insider, enquanto o NPD Group relatou em agosto de 2020 que Rainbow High era "A terceira linha de bonecas mais vendida e a sétima linha de bonecas mais vendida nos EUA"